# Kondor D 2
Kondor D 2 – niemiecki dwupłatowy samolot myśliwski z okresu I wojny światowej, zaprojektowany i zbudowany w niemieckiej wytwórni Kondor Flugzeugwerke w Essen. Z powodu niezadowalających osiągów maszyna nie weszła do produkcji seryjnej.

## Historia
Po stworzeniu w 1917 roku w zakładach Kondor Flugzeugwerke w Essen nieudanego dwupłatowego samolotu myśliwskiego D 1, inżynier Walter Rethel zaprojektował jego poprawioną wersję, nazwaną Kondor D 2. Przyjęto konwencjonalny układ komory płatów, stosując dwudźwigarowe skrzydła połączone parą pojedynczych słupków. Pierwszy prototyp miał lotki jedynie na górnym płacie, na drugim zamontowano je na wszystkich skrzydłach. Do napędu maszyny zastosowano silnik rotacyjny Oberursel Ur.II.
Samolot został oblatany w maju 1918 roku, a jego dwa egzemplarze (o numerach fabrycznych 200 i 201) wzięły udział w organizowanym przez Idflieg drugim konkursie na samolot myśliwski w Adlershof w czerwcu 1918 roku. Maszyny były testowane m.in. przez por. Hermanna Göringa, który pochwalił ich dobre właściwości lotne, lecz skrytykował niskie osiągi. W związku z tą opinią prace nad myśliwcem zostały przerwane.

## Opis konstrukcji i dane techniczne
Kondor D 2 był jednosilnikowym, jednoosobowym dwupłatem myśliwskim. Długość samolotu wynosiła 4,87 metra, a rozpiętość skrzydeł 7,59 metra. Powierzchnia nośna wynosiła 13,34 m². Masa pustego płatowca wynosiła 380 kg, zaś masa startowa – 560 kg. Wysokość samolotu wynosiła 2,41 metra. Napęd stanowił chłodzony powietrzem 9-cylindrowy silnik rotacyjny Oberursel Ur.II o mocy 82 kW (110 KM). Prędkość maksymalna samolotu wynosiła 175 km/h, zaś długotrwałość lotu 1,5 godziny. Maszyna osiągała pułap 3000 metrów w czasie 10 minut i 24 sekund oraz 5000 metrów w czasie 33 minut i 6 sekund.
Uzbrojenie składało się z dwóch stałych zsynchronizowanych karabinów maszynowych LMG 08/15 kalibru 7,92 mm.